# Nu så kommer julen

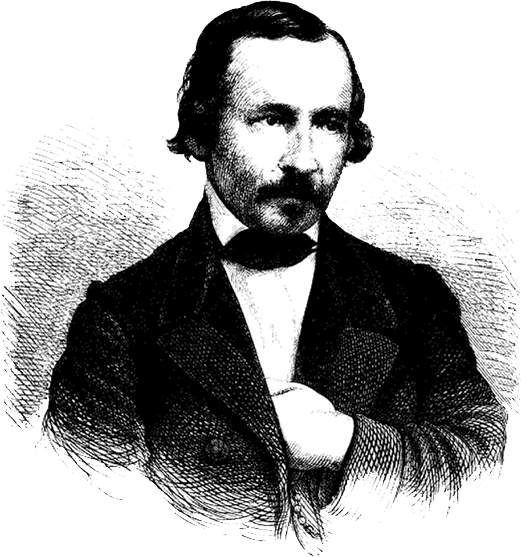
Zacharias Topelius (1818 - 1898)

Nu så kommer julen (in italiano "Ora arriva il Natale") è un tradizionale canto natalizio in lingua svedese, il cui testo è stato scritto intorno al 1875 da Zacharias Topelius.
Il brano è stato accompagnato da una melodia di Richard Norén, composta sempre intorno al 1875 e da una melodia del 1895 o nel 1897, scritta dal compositore finlandese Jean Sibelius (1865 – 1957).
Il brano è stato utilizzato nel film Sagan om Karl-Bertil Jonssons julafton, mentre il ritornello è stato ripreso dal cantante e musicista svedese Kjell Höglund nella canzone Anonym.
Il testo parla delle caratteristiche del periodo natalizio, con le luci di Natale che vengono paragonate alla stella di Betlemme.